# Железнодорожный путевой пост № 46
№ 46 — железнодорожный путевой пост (населённый пункт) в Называевском районе Омской области России. Входит в состав Мангутского сельского поселения.

## История
Основан в 1912 году. В 1928 году разъезд № 46 состоял из 19 хозяйств, основное население — русские. В административном отношении находился в составе Ереминского сельсовета Называевского района Омского округа Сибирского края..

## Население
| 1926 | 2002 | 2010 |
| ---- | ---- | ---- |
| 78   | ↘77  | ↘32  |

## Улицы
В населённом пункте имеется одна улица — Железнодорожная.